# Ragyik Zsaparov
Ragyik Zsaparov (Almati, 1984. február 29.) kazak síugró, a válogatott 1. számú embere. 171 centiméter magas és 54 kg tömegű. Jelenleg a Csimbulyak csapatánál edz, mint összes válogatott csapattársa. Edzője Joachim Winterlich.
A Síugró-világkupában a 2003–04-es szezonban kezdett el versenyezni. az első napon, Kuusamóban 56. lett, azaz nem kvalifikálta magát a versenyre, de egy hét múlva Trondheimben 38. lett. A 2003-as északisí-világbajnokságon 64. lett nagysáncon, középsáncon pedig 63 (azaz nem kvalifikálta magát). 2004. február 1-jén Brotterodeban állt először dobogón a Kontinentális Kupában: 3. lett Pekka Salminen és Stephan Hocke mögött. (Az év végén 68. volt 69 ponttal.) Március 10-én, Liberecben szerezte első pontjait a Világkupában (28. hely).
A 2004–05-ös szezonban érte el karrierje legjobb helyezését: Szapporóban 20. lett, ezt az idényt így 12 ponttal zárta. A 2005-ös északisí-világbajnokságon nagysáncon 33. lett, középsáncon diszkvalifikálták. A következő szezonban csak 6 pontot szerzett.
A téli olimpián, Torinóban a középsáncon 31. lett; a nagysáncon viszont bekerült a második sorozatba, és végül 26. lett. A csapatversenyben a kazakok közel 322 ponttal 12.-ek lettek, és Zsaparové volt itt is a legnagyobb ugrás.

## Világkupa
| Szezonok | Helyezés | Pontszám |
| -------- | -------- | -------- |
| 2003-04  | 74.      | 3        |
| 2004-05  | 70.      | 12       |
| 2005-06  | 75.      | 6        |